# Prairial

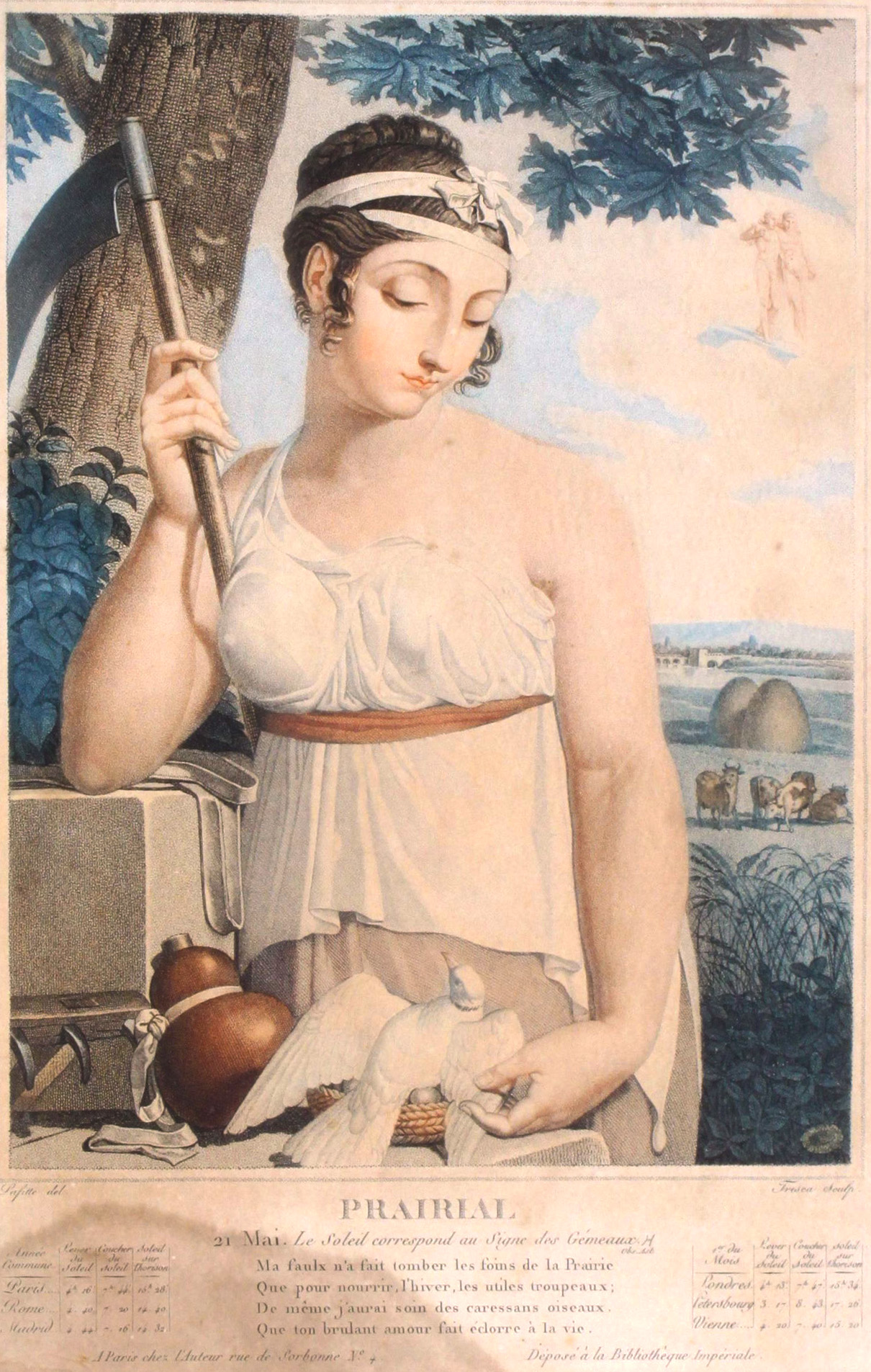
A hónap allegorikus ábrázolása

Prairial (ejtsd: prériál), magyarul: Rét hava, a francia forradalmi naptár kilencedik, tavaszi hónapja.
Megközelítően – az évektől függően egy-két nap eltéréssel – megegyezik a Gergely-naptár szerinti május 20-ától június 18-áig terjedő időszakkal, amikor a Nap áthalad az állatöv Ikrek csillagképén.
A  francia prairie, ”rét, mező” szóból származik, a „májusi-júniusi mosolygó termékenység és a rétek betakarítása” miatt, olvasható Fabre d’Églantine költő javaslatában, melyet 1793. október 24-én, a „Naptárkészítő Bizottság” nevében nyújtott be a Nemzeti Konventnek.
1806. január 1-jén a franciák visszatértek a Gergely-naptár használatára, ezért a XIV. esztendőben Rét hava már nem volt.
A hónap nevét viseli a francia haditengerészet 1992-ben szolgálatba állított, F-731 lajstromjelű fregattja, amely egyben a hasonló nevű hajóosztály első darabja.

## Átszámítás
| I. év | II. év | III. év | IV. év | V. év | VI. év | VII. év |

| május | 1793 | 1794 | 1795 | 1796 | 1797 | 1798 | 1799 | június |

| I. év | II. év | III. év | IV. év | V. év | VI. év | VII. év |

| május | 1793 | 1794 | 1795 | 1796 | 1797 | 1798 | 1799 | június |

| VIII. év | IX. év | X. év | XI. év | XII. év | XIII. év |

| május | 1800 | 1801 | 1802 | 1803 | 1804 | 1805 | június |

| VIII. év | IX. év | X. év | XI. év | XII. év | XIII. év |

| május | 1800 | 1801 | 1802 | 1803 | 1804 | 1805 | június |

## Napjai
| A "Prairial" hónap napjai | A "Prairial" hónap napjai | A "Prairial" hónap napjai  | A "Prairial" hónap napjai | A "Prairial" hónap napjai | A "Prairial" hónap napjai | A "Prairial" hónap napjai      |
| ------------------------- | ------------------------- | -------------------------- | ------------------------- | ------------------------- | ------------------------- | ------------------------------ |
|                           | 1. dekád                  | 1. dekád                   | 2. dekád                  | 2. dekád                  | 3. dekád                  | 3. dekád                       |
| Primidi                   | 1.                        | Luserne (lucerna)          | 11.                       | Fraise (eper)             | 21.                       | Barbeau (búzavirág)            |
| Duodi                     | 2.                        | Hémérocalle (sásika)       | 12.                       | Bétoine (sebfű)           | 22.                       | Camomille (kamilla)            |
| Tridi                     | 3.                        | Trèfle (here)              | 13.                       | Pois (borsó)              | 23.                       | Chèvrefeuille (jerikói lonc)   |
| Quartidi                  | 4.                        | Angélique (arkangyafű)     | 14.                       | Acacias (akác)            | 24.                       | Caille lait (közönséges galaj) |
| Quintidi                  | 5.                        | Canard (kacsa)             | 15.                       | Caille (fürj)             | 25.                       | Tanche (compó)                 |
| Sextidi                   | 6.                        | Mélisse (mézfű)            | 16.                       | Œillet (szegfű)           | 26.                       | Jasmin (jázmin)                |
| Septidi                   | 7.                        | Fromental (réti zab)       | 17.                       | Sureau (bodza)            | 27.                       | Verveine (vasfű)               |
| Octidi                    | 8.                        | Martagon (turbánliliom)    | 18.                       | Pavot (mák)               | 28.                       | Thym (kakukkfű)                |
| Nonidi                    | 9.                        | Serpolet (északi kakukkfű) | 19.                       | Tilleul (hárs)            | 29.                       | Pivoine (bazsarózsa)           |
| Decadi                    | 10.                       | Faulx (kasza)              | 20.                       | Fourche (villa)           | 30.                       | Chariot (szekér)               |